# إشتهارد
إشتهارد (بالفارسية: اشتهارد‏) هي مدينة تقع في إيران في مقاطعة إشتهارد. يقدر عدد سكانها بـ 16,988 نسمة.

## أعلام
- مهدي ترابي